# Bacalhau à Brás
Le bacalhau à Brás, ou bacalhau à Braz, est un plat traditionnel de la cuisine portugaise, confectionné à base de morue.

## Histoire
D'origine incertaine, ce plat aurait été créé par un tavernier du Bairro Alto, quartier pittoresque de Lisbonne. Le nom « Brás » découlerait tout simplement de son prénom (Blaise, en français) qui autrefois, s'orthographiait « Braz ».
Ce plat est aussi très populaire à Macao, ancienne colonie portugaise, en Chine, où il est coutume de dire « Des casinos, des femmes et du bacalhau à bràs »[réf. souhaitée]. En Espagne, à la frontière avec le Portugal, on peut retrouver ce plat sous la désignation de bacalhau dourado.

## Recette
Ce plat est confectionné simplement avec de la morue émiettée et désarêtée (le bacalhau), des oignons et des pommes frites allumettes, le tout incorporé dans des œufs battus, et généralement décoré avec des olives noires.